# Cristo de Vũng Tàu

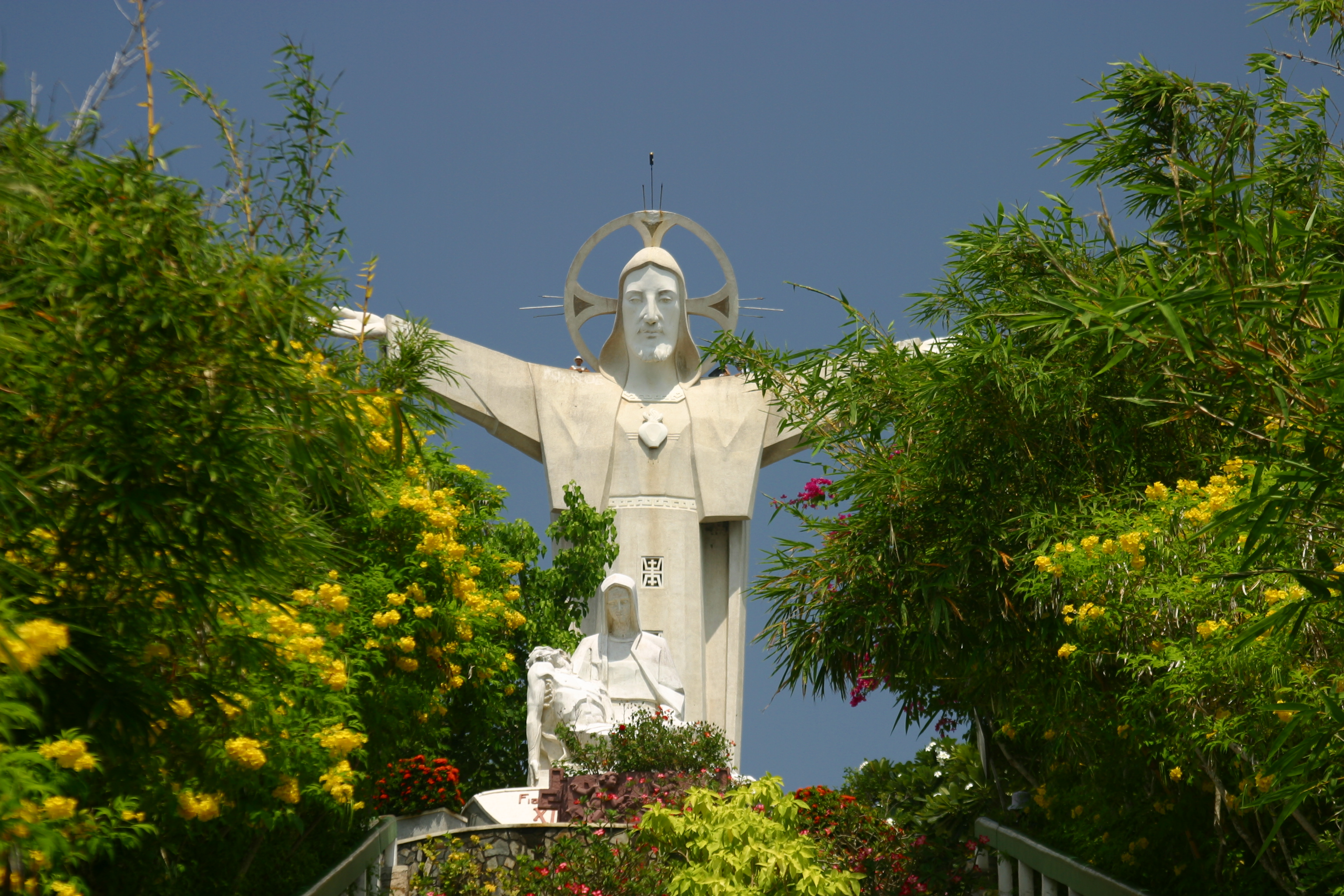
Cristo de Vũng Tàu.

O Cristo de Vũng Tàu (em vietnamita:  Tượng Chúa Kitô Vua, literalmente: Estátua de Cristo Rei) é uma estátua de Jesus Cristo, de pé, construída sobre o monte Nho em Vũng Tàu, na província de Ba Ria-Vung Tau, no sul do Vietname. A Associação Católica local construiu a estátua a partir de 1974, tendo sido terminada em 1993. 
É uma estátua de 32 metros de altura, de pé e com uma plataforma alta de 4 metros, para um monumento que no total alcança 36 metros de altura. Os braços estendidos têm 18,3 metros. Há uma escadaria de 133 degraus no interior da estátua.